# Quảng trường Cổng sắt

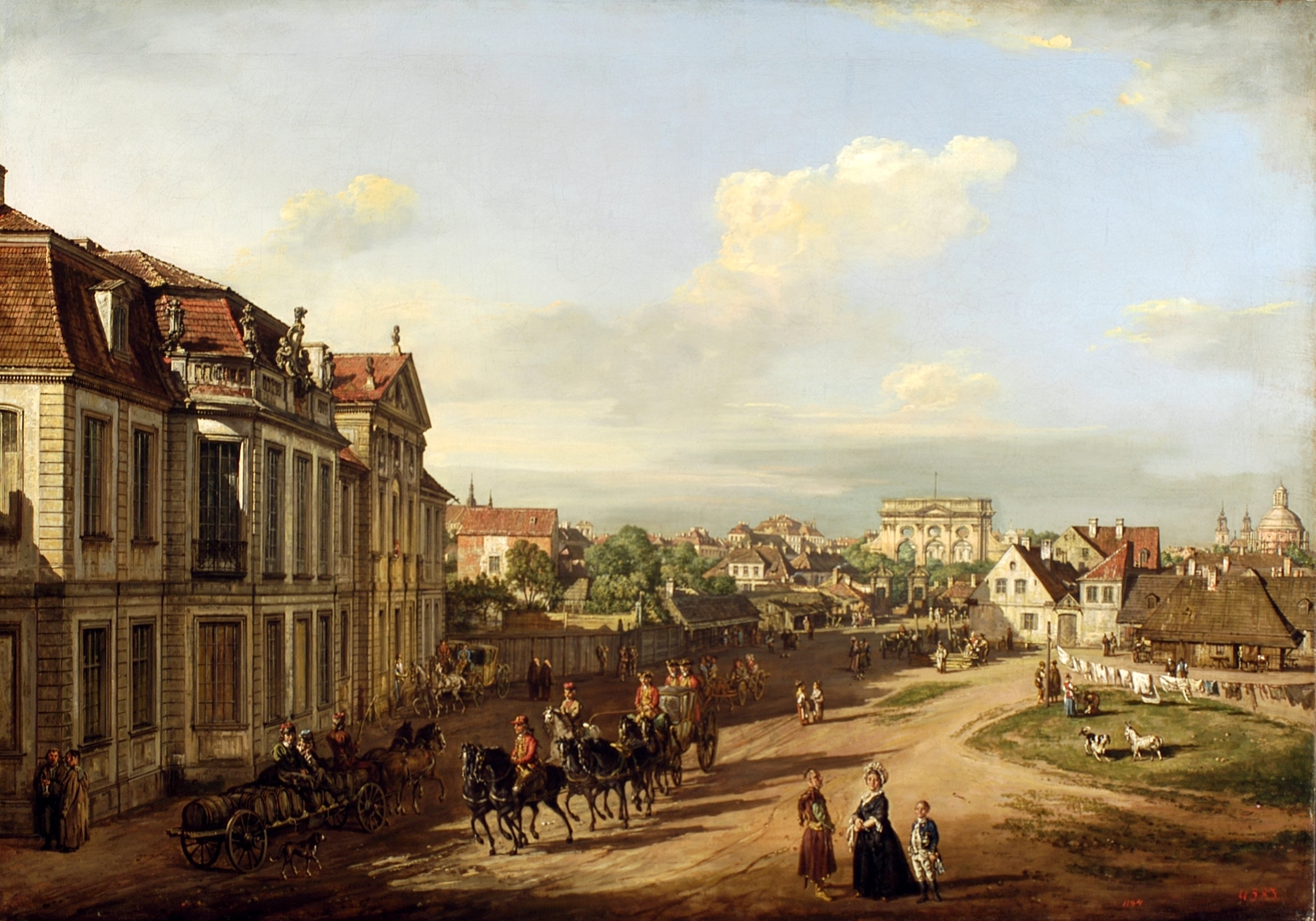
Quảng trường Cổng sắt, với Cung điện Lubomirski, thế kỷ 18, bởi " Canaletto "

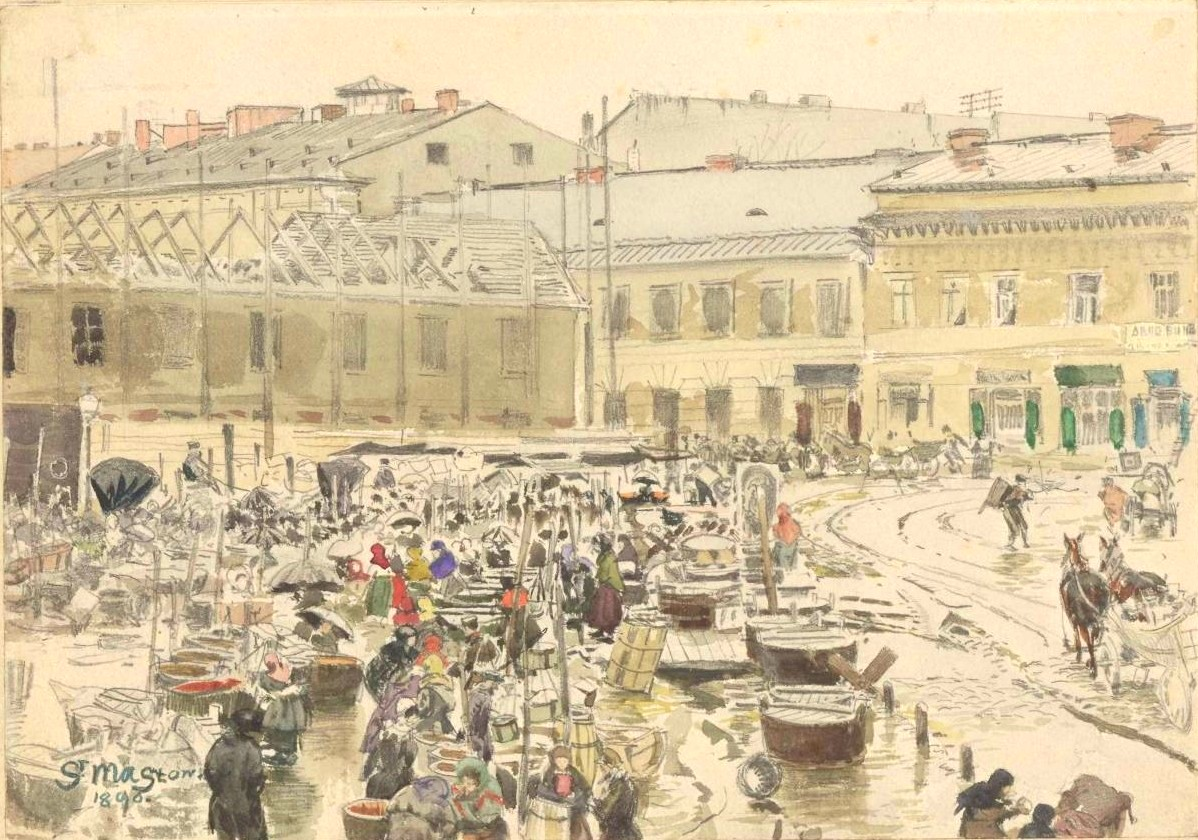
Targ za elazną Bramą (Thị trường quảng trường cổng sắt), màu nước của Masłowski, 1884

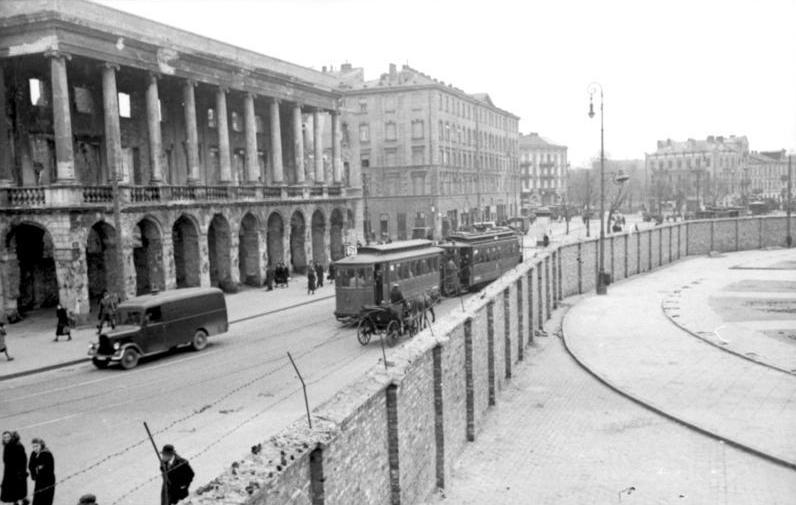
Cung điện Lubomirski, Quảng trường Cổng sắt, tường Ghetto, tháng 5 năm 1941

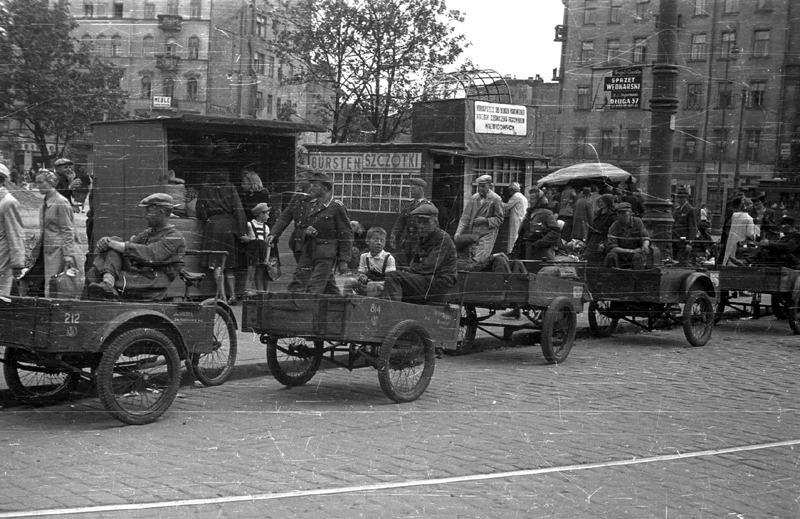
Rickshaws, Quảng trường Cổng sắt, tháng 7 năm 1944

Quảng trường Cổng sắt (Plac azelaznej Bramy) là một không gian rộng mở ở trung tâm thành phố Warsaw. Quảng trường lấy tên theo tên của một cánh cổng sắt lớn từng bảo vệ ranh giới phía tây tại Vườn Saxon.

## Lịch sử
Vào thế kỷ 17, khu vực phía tây Phố cổ Warsaw đã được lên kế hoạch và nhanh chóng được xây dựng. Chính tại đó, góa phụ của Jan Wielopolski đã thành lập một thị trấn nhỏ (jurydyka) tên là Wielopole theo tên người chồng quá cố của bà. Thị trấn tập trung vào một khu chợ nhỏ có tên là Targowica Wielopolska, "Khu chợ Wielopole." Mặc dù thị trấn nhỏ và nghèo, nhưng có lẽ nó được thiết kế bởi Tylman van Gameren, một trong những kiến trúc sư nổi tiếng nhất thời đại. Thị trấn giáp với một thị trấn nhỏ khác, Mirów. Vào thế kỷ 18, gia đình Radziwiłł hùng mạnh đã xây dựng một cung điện ở đó. Tòa nhà này sau đó được mua lại và mở rộng bởi gia đình Lubomirski, nơi tên của họ được đặt cho tên cung điện. Về thời gian cung điện được xây dựng, thị trấn bắt đầu thịnh vượng.
Dưới thời vua August II, khu vực này đã được xây dựng lại hoàn toàn. Vì tháng 8 bị ám ảnh bởi ý tưởng về " Trục Saxon ", ông quyết định phá hủy những ngôi nhà gỗ nghèo trong khu vực và kết hợp khu chợ vào thành phố Warsaw. Cung điện Lubomirski cũng bị phá hủy, vì nó được xây dựng cách trục 30 độ. Tuy nhiên, kế hoạch đã phải hoãn lại do những khó khăn tài chính và cái chết cuối cùng của quốc vương. Tuy nhiên, khu vực tiếp tục phát triển nhờ cả cung điện và khu chợ địa phương. Đó là nơi mà quán cà phê vĩnh viễn đầu tiên ở Warsaw được khai trương vào năm 1759. Cũng ở đó, trên khu chợ, sáu doanh trại lớn của Lực lượng Bảo vệ Ngựa Hoàng gia đã được xây dựng.
Doanh trại đã bị người Nga phá hủy vào thế kỷ 19. Ở vị trí đó, một hình vuông mới, nhỏ hơn đã được tạo ra. Nó được thừa hưởng cái tên " Plac Mirowski ", theo tên ngôi làng Mirów đã từng tồn tại ở đó. Giữa năm 1899 và 1901, hai khu chợ lớn đã được xây dựng ở đó.
Toàn bộ khu vực, ngoại trừ hai khu chợ, đã bị quân Đức phá hủy hoàn toàn sau hậu quả của cuộc nổi dậy Warsaw năm 1944. Sau chiến tranh, Vườn Saxon được phân định ở phía tây, và vị trí của cổng sắt trước đây hiện đang bị chiếm giữ bởi một con phố. Cung điện Lubomirski được xây dựng lại một phần, nhưng được xoay khoảng 30 độ để phù hợp với Trục Saxon. Vào những năm 1960, dưới thời Władysław Gomułka, quảng trường cũ được xây dựng với các tòa nhà căn hộ lớn. Mặc dù quảng trường không còn tồn tại, các tòa nhà mới vẫn giữ được địa chỉ "Quảng trường cổng sắt".